# Lancia Thema
La Lancia Thema è un'autovettura di grandi dimensioni prodotta dalla casa automobilistica italiana Lancia, tra il 1984 e il 1994, per ricoprire il ruolo di ammiraglia della gamma, disegnata da Giorgetto Giugiaro.
Classificata all'interno del segmento E, oltre alla versione berlina a 3 volumi e 4 porte, ne sono state realizzate una variante familiare e una limousine.
Dal 1994 è stata sostituita dalla Lancia K.

## Storia e contesto
Presentata al pubblico nel novembre del 1984 in occasione del Salone dell'automobile di Torino, la Thema è stata l'ammiraglia della seconda metà degli anni ottanta e della prima metà degli anni novanta della casa automobilistica Lancia.
Costruita nello storico stabilimento torinese di Mirafiori, con l'eccezione delle versioni Limousine e 8.32, assemblate nello storico stabilimento di Torino - Borgo San Paolo, dopo un lungo e meticoloso processo di progettazione (le cui origini risalgono al 1980, costo oltre 530 miliardi di lire), la nuova ammiraglia riuscì a sostituire brillantemente la Gamma, ponendosi sui mercati in diretta concorrenza con le temibili rivali tedesche Audi 100, BMW Serie 5 E28 ed E34 e Mercedes E W124, nonché con le francesi Citroën XM e Renault 25, superando i 370.000 esemplari in circa dieci anni di produzione.

## Prima serie (1984-1988)
La carrozzeria a 3 volumi si proponeva con le tre parti ben equilibrate, il frontale e la coda imponenti ma sportivi, come si addiceva al segmento, ottima abitabilità e qualità delle finiture. Un particolare che piacque molto erano i finestrini a filo con la carrozzeria bordati da una cornice cromata, senza i classici gocciolatoi anche per motivi aerodinamici. La Thema è il frutto di un progetto chiamato Tipo 4 che prevedeva la realizzazione di 4 vetture di segmento alto basate su un pianale comune; le altre vetture del progetto TIPO 4 sono Fiat Croma, Saab 9000 e in seguito anche Alfa Romeo 164, vetture con le quali la Thema condivideva molta componentistica e parti dei lamierati, come il giroporta e le portiere, oltre al parabrezza (meno elementi in comune con la 164).

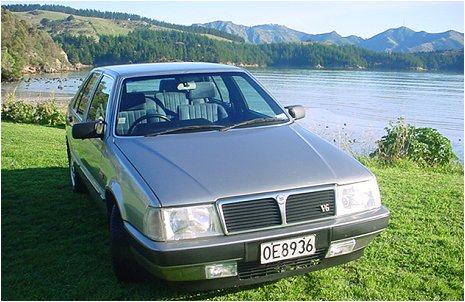
Vista del frontale di una Thema V6 (in precedenza 6v)

Nuove tecniche di saldatura e lavorazione delle lamiere permisero di realizzare portiere avvolgenti ed evitare particolari antiestetici come i gocciolatoi, oltre che ottenere grande pulizia stilistica e un cx 0.32 di tutto rispetto. A stonare erano forse solo le ruote da 14 pollici, troppo piccole in rapporto alla carrozzeria.
Internamente era realizzata con materiali di alta qualità come il velluto e l'Alcantara; inoltre la Thema fu la prima automobile a essere arricchita da interni in pelle Poltrona Frau. Poteva essere dotata di ogni comfort dell'epoca, compresi i sedili (anteriori e posteriori) regolabili e riscaldabili elettricamente che in futuro avrebbero avuto anche 3 memorie di posizione, telefono veicolare integrato nel poggiabraccio, sospensioni a smorzamento controllato AUTO/SPORT (accessorio di serie solo nella seconda serie sull'allestimento LX) e due tipi di impianti di climatizzazione automatici. L'impianto frenante poteva essere arricchito con un sistema ABS fornito come opzionale, mentre era di serie con alcuni allestimenti.
Il primo dei due climatizzatori, l'"automatic heating system", eredità di precedente componentistica (con grafica a diodi elettroluminescenti verdi, non in grado di raffreddare l'aria) e il secondo, che equipaggiò moltissimi esemplari di Thema, Croma, 164 e 9000 e si distingue fino ai giorni nostri per la grande semplicità d'uso, raffinatezza tecnica ed efficienza termica, l'"Automatic Climate System", realizzato con componenti Veglia-Borletti e Bosch come il quadro di comando con display luminoso per impostare la temperatura e led per indicare lo stato della potenza e distribuzione dei flussi d'aria impostabili anche manualmente.

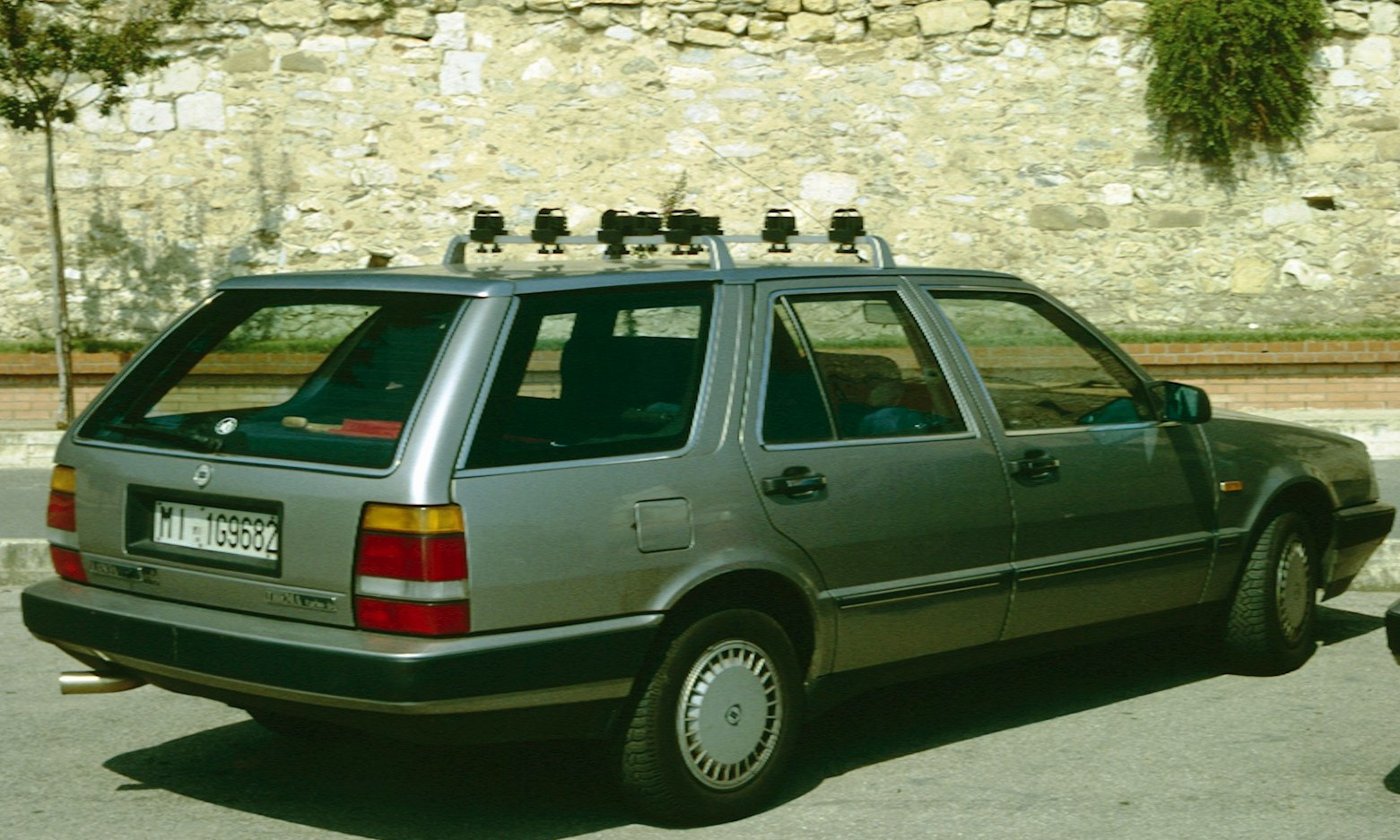
Vista posteriore della station wagon

La Thema ottenne un grande successo in Italia: fu l'icona dell'auto blu e un consolidato status-symbol per un decennio; ambita da rampanti ed affermati, si distinse quale auto di grande comfort unito a inaspettate prestazioni, dotata di motori ad iniezione elettronica, aspirati e sovralimentati, tecnologicamente superiori a molta della concorrenza: basti pensare che la Thema turbodiesel era l'auto a gasolio più veloce del mondo quando uscì.
La gamma dei motori della Thema Iª serie prevedeva un 2 litri 8 valvole a iniezione da 120 CV, derivato dalla versione di 1.6 litri portando la corsa a 90 mm del bialbero Lampredi (dal nome dell'ex progettista Ferrari che realizzò il primo motore Fiat con distribuzione ad alberi a camme in testa). Lo stesso generoso 2.0 (1995 cm³) in versione sovralimentata (di derivazione Lancia Delta 4WD) con una turbina Garrett T3 ed overboost erogava ben 165 CV, potenza degna di cilindrate (e tasse) ben maggiori, con accelerazioni sullo 0–100 km/h in 7,2 secondi e con il chilometro con partenza da fermo in 28,2 secondi, valori eccezionali ancora oggi per un 2 litri e facendo sfrecciare la "Thema i.e. turbo" a 218 km/h. Vigeva infatti l'ordinamento fiscale che penalizzava quali beni di lusso le automobili a benzina sopra i due litri di cilindrata (limite portato a 2,5 litri per quelle a gasolio) portando l'IVA applicata dal 19 al 38%; è in questo senso inquadrabile lo scarso successo in Italia delle Thema 6 cilindri di 2.8 litri alimentate a iniezione meccanica Bosch K-Jetronic (2849 cm³) della 1ª serie riconoscibili per la targhetta "6V" sulla calandra, motore realizzato da Peugeot Renault e Volvo (Motore PRV). È la stessa unità propulsiva che all'epoca equipaggiava la celebre De Lorean DMC-12, Volvo della serie 700, Renault 25 ed Espace erogante circa 150 CV; vantava grande affidabilità a fronte di un rendimento sottotono. Grande successo ebbe il 2.4 turbodiesel da 100 CV, unità moderna e affidabile, che consentiva una velocità di punta di 185 km/h e rendeva la Thema una fra le più veloci auto a gasolio di quegli anni, e la preferita dai grandi divoratori di chilometri.
Alcune unità, mai ufficialmente commercializzate e destinate unicamente a funzionari Lancia, furono dotate del "piccolo" motore di 1585 cm³ da 105 CV a carburatori utilizzato anche dalla sorella minore Prisma.
Nel 1986 Lancia presentò la Thema Station wagon, giardinetta di lusso disponibile unicamente in versione i.e turbo e turbo ds realizzata negli stabilimenti della Pininfarina a Grugliasco destinati a piccoli numeri di vendita. Ottenne un buon successo di vendite e critica, divenne fenomeno di costume e consegnò l'immagine del prestigio automobilistico alle Station Wagon, precedentemente relegate ad auto prettamente professionali, grazie anche all'elegante posteriore disegnato da Pininfarina di cui porta firma nel raccordo fra montante posteriore e portellone.

## Seconda serie (1988-1992)

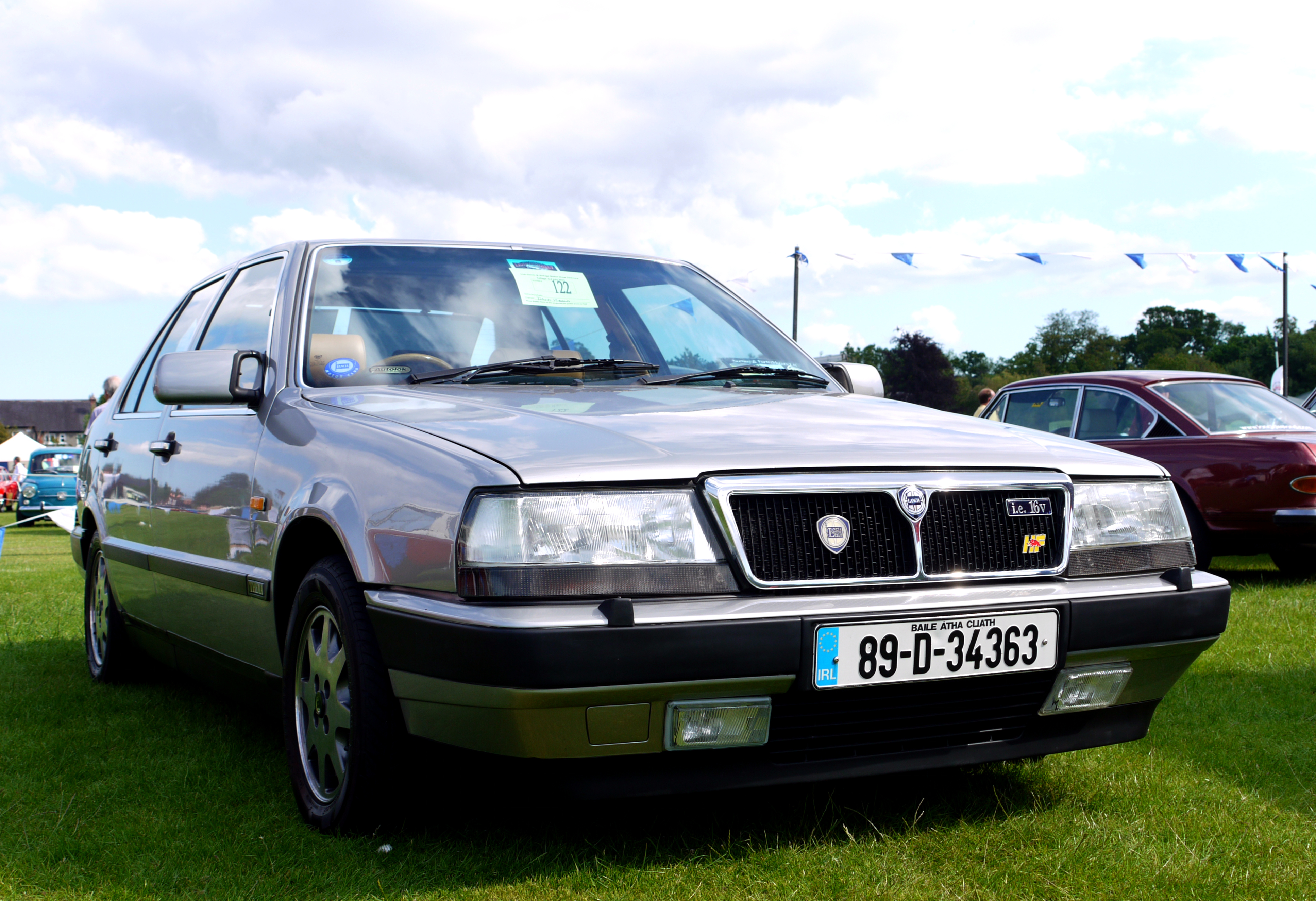
Lancia Thema II Serie 2.0 i.e. 16V del 1989

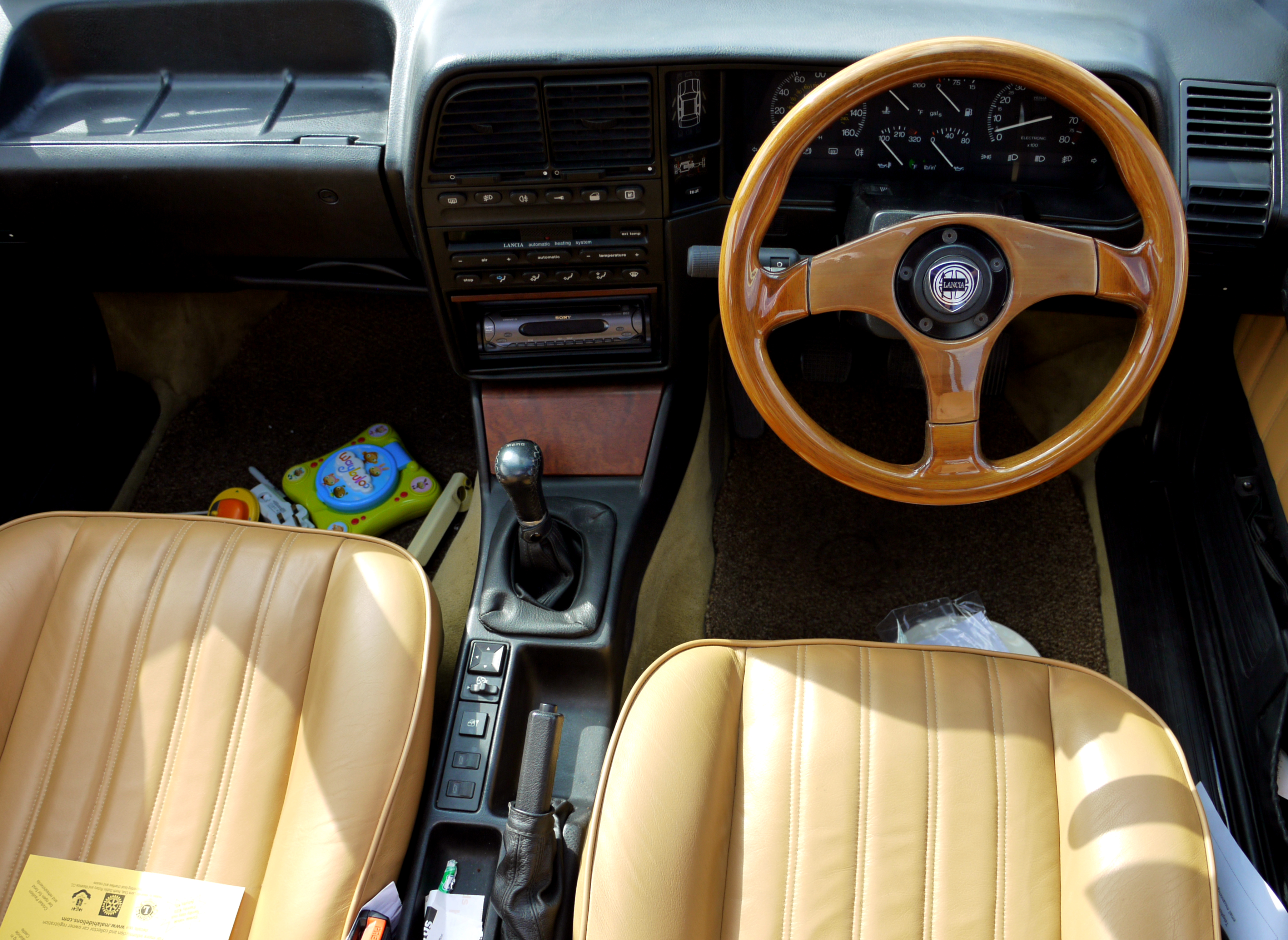
Interni di una Lancia Thema 2.0 i.e. 16V del 1989

La Thema IIª serie, presentata al salone di Parigi del settembre 1988 e prodotta fino al settembre 1992 fu la serie di maggior successo della berlina torinese. Presentava oltre 1.100 componenti inedite ed era frutto di un investimento pari a 150 miliardi di Lire. Internamente portava al debutto i rivestimenti in lamina di legno vero a poro aperto sui copriporta e sulla plancia, rivisti pulsanti ed interruttori; esternamente i fari anteriori erano divisi orizzontalmente, con adesso l'accoppiata di lampade H4/H3 (questi ultimi fungono da fari di profondità); nella parte inferiore di colore bruno prendevano posto gli indicatori di direzione; gli specchi retrovisori esterni nella versione V6 e 8.32 (di serie) e nelle altre versioni (a richiesta) erano elettrici e di nuovo disegno con un solo supporto alla base se ripiegabili elettricamente. Debuttarono su questa serie i motori a 16 valvole: la i.e. 16v erogava 147 CV a 6000 giri/minuto, sufficienti a farle raggiungere la velocità dichiarata di 205 km/h e a farla scattare da 0 a 100 in 9,5"; la turbo 16v, con il motore di stretta parentela con il glorioso propulsore della Delta Integrale, con i suoi 181 CV spingeva la Thema a 225 km/h e da 0 a 100 in 7 secondi. Il 2.8 V6 venne modificato nel sistema d'alimentazione (ora a iniezione elettronica) e la potenza scese a 147 CV. La turbo ds vide salire la cilindrata da 2445 a 2499 cm³ e la potenza raggiunse i 116 CV con velocità di punta di 195 km/h, stessa velocità della i.e. (8 valvole) che rimase a listino in Italia (fino al 1991) depotenziato a 117 CV (116 se catalizzata), che continuò però ad essere disponibile ancora all'estero anche sulla 3ª serie. Anello di congiunzione verso la terza serie è la seconda serie LX che prende dalla terza la mascherina con linee verticali cromate e la targhetta "turbo 16V LX" come identificativo dell'allestimento. Si differenzia dalla LX terza serie oltre che per le parti sotto descritte anche per il volante a quattro razze sempre rivestito in pelle.
Nel 1990 vengono introdotti come optional i vetri Solextra sui modelli Turbo 16V, V6, di serie sulla 8.32.

## Terza serie (1992-1994)

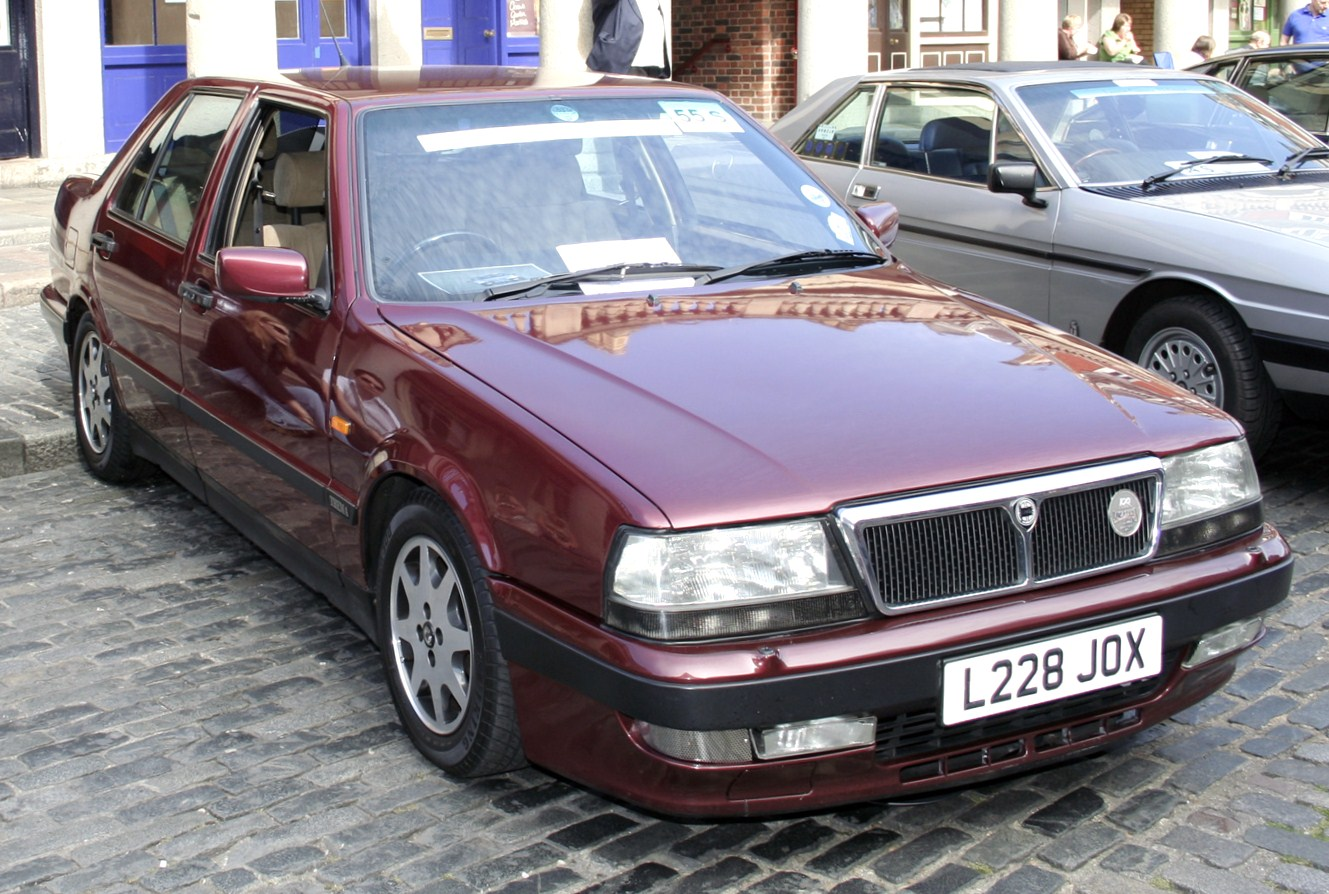
Una Thema della terza serie

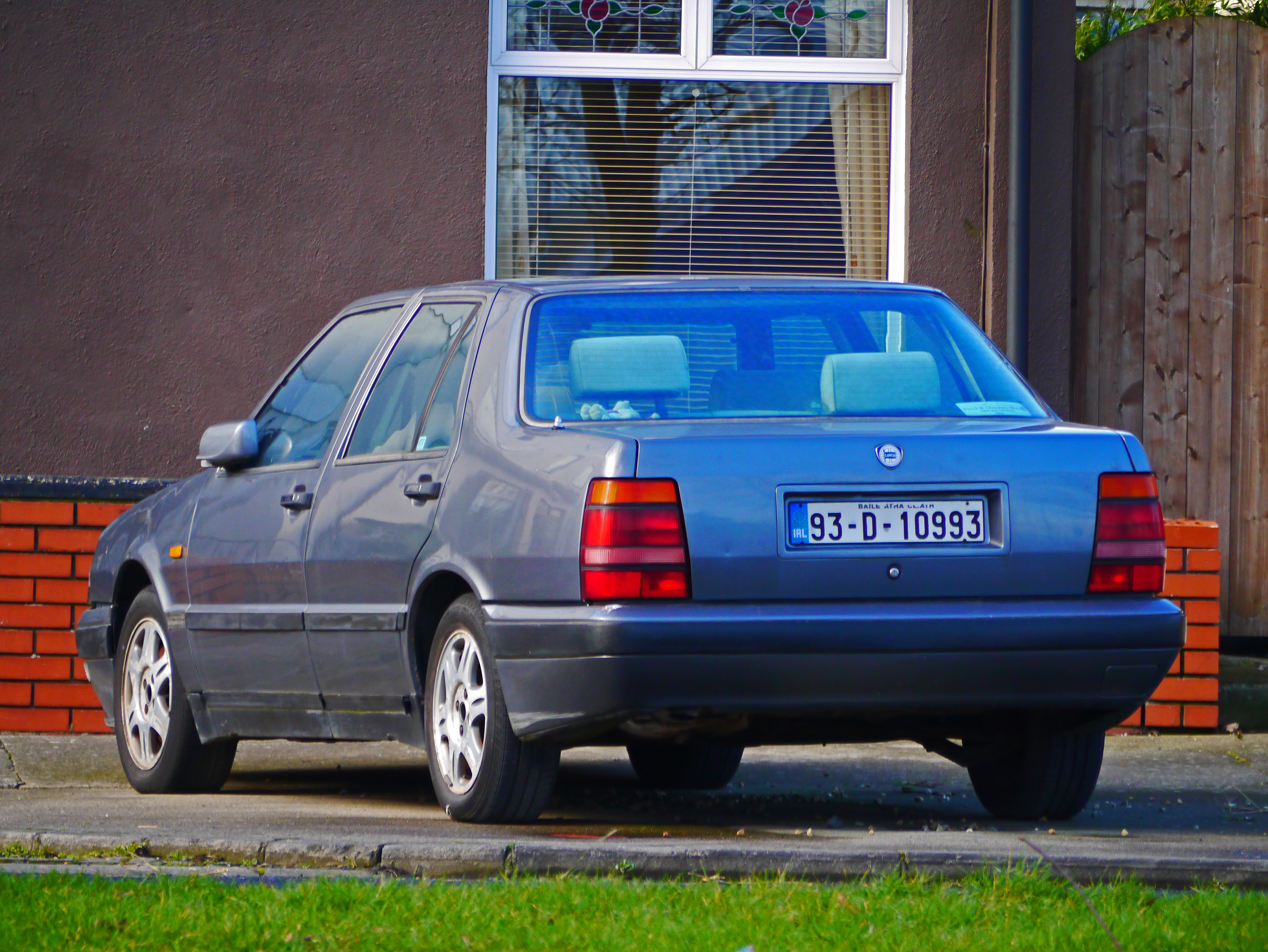
Vista posteriore di una Lancia Thema III Serie 2.0 Turbo 16V del 1993; notare l'assenza delle scalfatura sul baule posteriore

Al Salone dell'Auto di Parigi del settembre 1992 debuttò la Thema IIIª serie, ultimo restyling per l'ammiraglia Lancia che nonostante gli 8 anni di gloriosa carriera tenne ancora bene il mercato, per lo più quello italiano. Le modifiche non sono solo estetiche ma anche sostanziali. Fuori nuovi scudi paraurti consentono alla vettura di non subire danni in urti fino ad 8 km/h, è eliminata la scalfatura dal cofano posteriore, ora liscio. Tutte le cromature sono brunite (come sulla 8.32) e l'auto è dotata di serie in tutta la gamma degli specchi retrovisori ad un solo supporto, del retrovisore interno elettrocromico, delle doppie tendine posteriori, dei cristalli atermici Solextra, dello SpeedLimit e sospensioni con ammortizzatori lamellari. Vengono riviste tutte le connessioni dell'impianto elettrico, ora con doppio blocco antisfilamento (secondary lock) ad evitare falsi contatti e noie agli utilizzatori. I motori vengono aggiornati alle normative antinquinamento Europee (91/441 - Euro 1). Viene mantenuto a listino (non per il mercato italiano) la i.e. con motore 8 valvole, che rimane il motore d'accesso alla gamma. La 16v raggiunge i 152 CV con 178 Nm di coppia motrice grazie al V.I.S. (sistema di condotti d'aspirazione a lunghezza variabile "Variable Induction System"). La turbo 16v passa a 201 CV e 298 Nm disponibili a 3750 giri/minuto con overboost a 2 livelli per un'erogazione più regolare consentendo una velocità massima di 230 km/h e uno scatto da 0 a 100 km/h in soli 7,0 secondi (propulsore strettamente imparentato con quello della Delta Evoluzione). Il famoso Alfa Romeo V6 Busso con cilindrata di 3 litri con distribuzione a 12 valvole e potenza di 171 CV e 245 Nm di coppia sostituisce l'assetato 2.8 PRV. La turbo ds è "ecodiesel", sostanzialmente invariato ai suoi 116 CV ma più ecologico, con catalizzatore ossidante e valvola EGR.
Esce dal listino la 8.32, stante l'impossibilità di adeguarla alle normative Euro1.
Gli allestimenti si articolano in "base", LE (Line Executive), LS (Line Style) ed LX. Le turbo 16v e 3.0 V6 sono le uniche a poter disporre dell'allestimento LX che rappresenta con un notevole scarto sul listino (62 contro i 48 milioni di Lire dell'LS su una turbo 16v) il top della produzione del gruppo Fiat configurandosi come l'erede della Thema 8.32. La Thema LX comprende finiture analoghe alla 8.32, quindi plancia ed arredi interni interamente rivestiti in pelle e rifiniti in radica di rosa africana, sedili e pannelli sono disponibili in alcantara grigio o pelle Poltrona Frau nera, rossa, grigia, a richiesta insieme a cruise-control e tetto apribile elettrico in cristallo, a completare una dotazione di serie da superammiraglia. Le Thema della IIIª e ultima serie rimasero a listino fino a tutto il 1994 per coprire il segmento in attesa della lunga gestazione della nuova vettura che avrebbe sostituito il modello nei listini, la Lancia K, e non occorse alcun problema a smaltire le scorte degli ultimi esemplari mentre la K era già commercializzata.

## 8·32

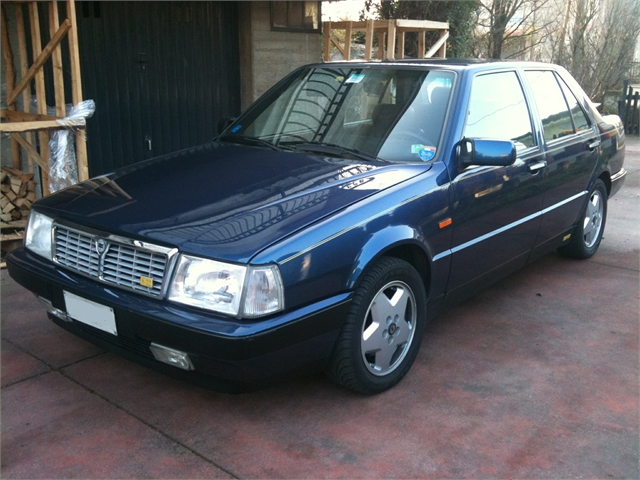
Una Thema 8·32 prima serie

Nel maggio 1986 (produzione dal secondo semestre 1986, prime consegne da inizio 1987) venne presentata la Thema 8·32, popolarmente conosciuta come Thema Ferrari, denominazione che indicava il numero dei cilindri, 8, e delle valvole, 32, del motore Ferrari F105L serie Dino (inizialmente solo in versione non catalizzata) capace di erogare 215 CV, di derivazione Ferrari Mondial Quattrovalvole / Ferrari 308, che la rese l'auto di serie a trazione anteriore più potente sul mercato e per diversi anni a venire. Il propulsore dovette subire alcune modifiche per permetterne l'inserimento nel cofano della vettura in posizione trasversale e venne depotenziato da 240 CV a 215 CV (modificando le valvole e l'albero motore) per permetterne l’utilizzo su di una trazione anteriore, dal momento che all'epoca, in assenza di controlli elettronici, si riteneva che una trazione anteriore non potesse gestire potenze superiori ai 200 CV circa.
Il propulsore utilizzava la stessa iniezione meccanica a controllo elettronico Bosch K Jetronic utilizzata sui modelli Ferrari coevi e su molte altre vetture dell'epoca, in particolare Mercedes. 
Con questo modello Lancia decise di confrontarsi con l'agguerrita concorrenza straniera, che vantava sul mercato vetture come la BMW M5, le Mercedes-Benz 500E e 190 E 2.3 16V e la Saab 9000 2.3 Turbo S, adattando un motore V8 dal nobile lignaggio ad una vettura a trazione anteriore, esperimento mai più tentato da nessuna casa automobilistica e figlio di un'epoca, gli anni '80, per molti versi irripetibile.
Successivamente venne proposta anche la variante catalizzata, specie per i mercati esteri, identica a quella più diffusa ma dotata del propulsore con convertitore catalitico e potenza ridotta a 205 cv, sia per la prima che per la seconda serie (motore Dino F105L.046) facilmente distinguibile rispetto al motore non catalizzato per il collettore di aspirazione più piccolo. 

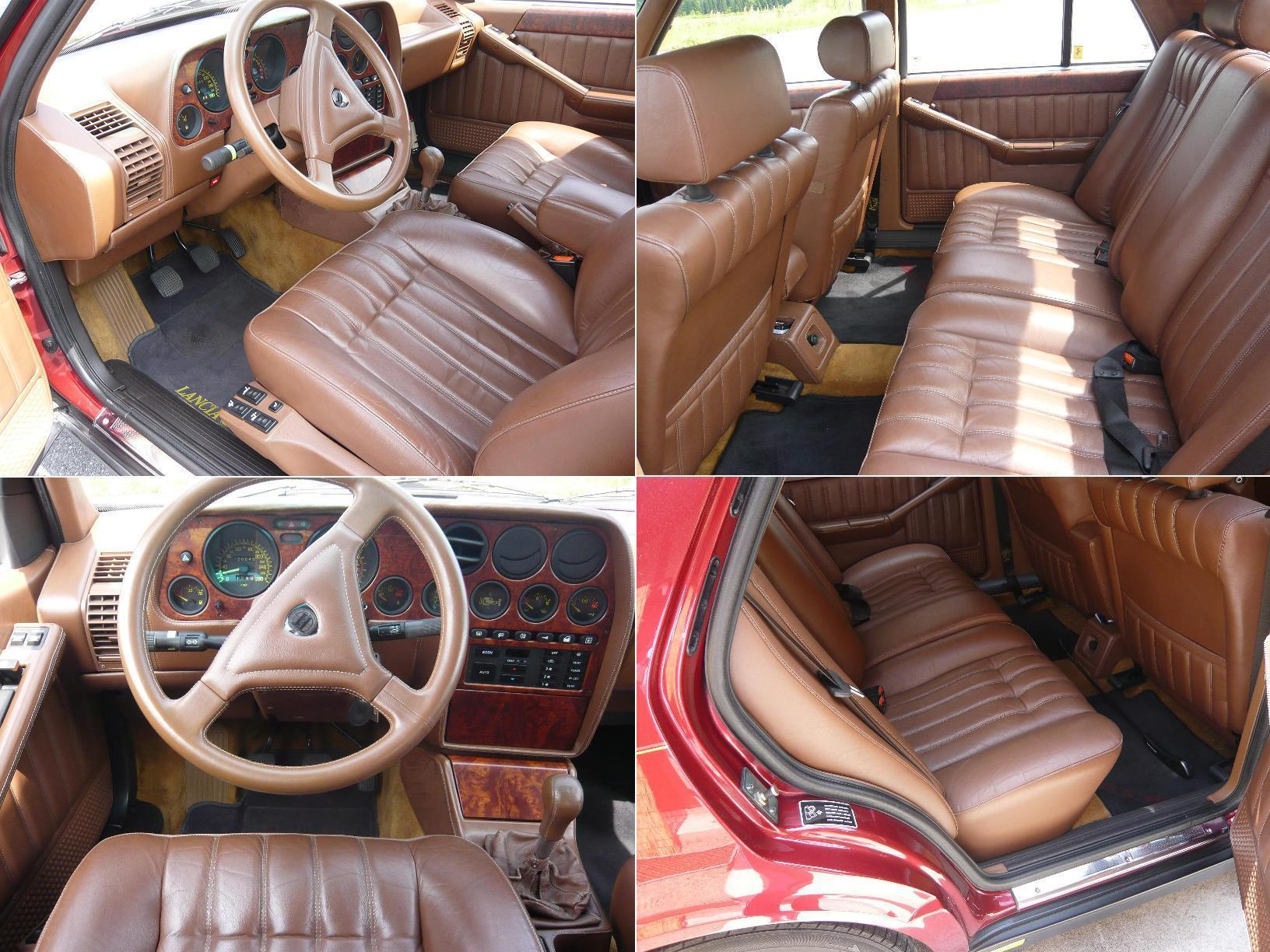
Interni di una Lancia Thema 8·32 realizzati da Poltrona Frau

La 8·32 vantava interni sfarzosi, di serie rivestiti interamente in radica di rosa africana e Alcantara, con i divani in pelle Poltrona Frau opzionale. Esclusivi del modello i seguenti accessori e dotazioni tecniche, come riportati sul depliant di presentazione e in varie altre fonti qui citate: lo sterzo a tre razze rivestito in pelle, il servosterzo idraulico Servotronic con servoassistenza variabile (il primo in assoluto su una vettura di serie), i poggiatesta posteriori a scomparsa automatica - dalla seconda serie (si sollevano se i sensori posti sotto i sedili posteriori rilevano un peso di almeno 20 kg), le sospensioni elettroniche con taratura automatica o sportiva selezionabili dal conducente (optional su entrambe le serie), la plancia, realizzata con strumenti analogici montati su un pannello di radica e bocchette in stile Ferrari, i cerchi specifici da 15 pollici con disegno a stella in stile Ferrari, i freni anteriori maggiorati, le sospensioni modificate con corsa maggiorata degli ammortizzatori e differenti tarature,  frizione specifica, l'alettone posteriore a scomparsa nel baule attivabile tramite la rotazione della leva di comando del tergicristalli (novità assoluta per l'epoca), le cromature esterne brunite, la calandra specifica più sporgente in alluminio, l'impianto di scarico con terminale a doppia uscita, i vetri atermici bronze, le targhette identificative.
La produzione artigianale avveniva nello storico stabilimento Allestimenti speciali di Borgo San Paolo a Torino (e quindi non a Chivasso a differenza di tutte le altre Thema): fra prima e seconda serie vennero prodotti 3.520 esemplari, di questi 2.370 tra 1986 e 1988 per la prima serie e 1.150 tra 1988 e inizio 1992 per la seconda. Secondo alcune fonti andrebbero conteggiate in questo numero anche 32 unità di una presunta serie speciale numerata (allestita sulla base della II serie) di colore Rosso Ferrari, anche se l'unica Thema 8.32 ufficialmente riconosciuta in questo colore - ma è una prima serie -  era utilizzata da Cesare Fiorio. Fu anche realizzato un unico esemplare in versione familiare destinato all'avvocato Agnelli, di colore argento Nürburgring e interni in pelle blu (non disponibili sulla berlina).
Come riportato da molte fonti, i primi esemplari venivano consegnati all'acquirente direttamente in fabbrica insieme ad un cofanetto in radica contenente chiavi, depliant e libretto uso e manutenzione.
I colori disponibili, tutti metallizzati, erano il Rosso Winner (colore di lancio), il Nero, il Grigio Quartz, il Blu Blizzard e il Verde Reflex (pare sia il più raro). Le tonalità degli interni in pelle o in Alcantara erano due: nero e beige per la pelle, beige e dattero per l'Alcantara. La carrozzeria presentava il caratteristico filo a doppio colore sulle due fiancate laterali e lungo il bordo del baule, giallo/rosso in abbinamento al colore rosso winner, giallo/blu in abbinamento al blu blizzard, giallo/verde in abbinamento al verde reflex, giallo/nero in abbinamento al grigio e giallo/grigio chiaro in abbinamento al nero.
La differenza principale tra la prima e la seconda serie a livello estetico sono i proiettori anteriori più piccoli e con gli indicatori di direzione bruniti non più laterali ma inferiori, ma numerosi altri dettagli differenziano le due serie: la prima è priva delle modanature sulle fiancate, riporta il logo 8.32 nei sottoporta, ha il logo frontale 8.32 sovrastato dal tricolore e presenta le due targhette identificative sul portellone, assenti sulla seconda. Quest'ultima, ma soltanto dal 1990, dispone dei vetri Solextra blu di serie e monta la stessa frizione della Delta Integrale 16v (in precedenza la frizione era la stessa poi montata sulla Delta 4wd).La prima serie inoltre ha gli spruzzatori dell'impianto tergilavavetro collocati alla base del parabrezza e non sul cofano come diversamente accade per la seconda, gli specchietti retrovisori di quest'ultima sono differenti, come su tutte le Thema seconda e terza serie, oltre ad altre piccole differenze anche negli interni quali le leve apriporta; la meccanica resta invariata. La seconda serie sarebbe costituita in gran parte da modelli catalitici, salvo i primi 300 circa che montano lo stesso motore non catalizzato della prima serie.
In occasione del lancio della terza serie, nel 1992, la 8·32 non fu più riproposta e venne sostituita dalla nuova Thema V6 con motore di derivazione Alfa Romeo "Busso".

## Motorizzazioni
Prima serie (1984 - 1988)
- 1.6 (1585 cm³, 105 CV, 185 km/h) - Versione a carburatore prodotta in poche decine di unità
- i.e. (1995 cm³, 120 CV, 195 km/h)
- i.e. cat (1995 cm³, 113 CV, 191 km/h) - Con dispositivo anti-inquinamento per rispettare la normativa USA '83
- i.e. turbo (1995 cm³, 165 CV, 218 km/h)
- i.e. turbo cat (1995 cm³, 150 CV, 210 km/h) - Con dispositivo anti-inquinamento per rispettare la normativa USA '83
- 6V (2849 cm³, 150 CV, 208 km/h)
- 6V automatica (2849 cm³, 150 CV, 203 km/h) - Versione equipaggiata con cambio automatico a 3 rapporti
- 6V Limousine (2849 cm³, 150 CV, 208 km/h)
- 8.32 (2927 cm³, 215 CV, 240 km/h)
- 8.32 cat (2927 cm³, 205 CV, 234 km/h) - Con dispositivo anti-inquinamento per rispettare la normativa USA '83
- turbo ds (2445 cm³, 100 CV, 185 km/h)

Seconda serie (1988 - 1992)
- i.e. (1995 cm³, 117 CV, 195 km/h)
- i.e. 16v (1995 cm³, 150 CV, 205 km/h)
- i.e. 16v cat (1995 cm³, 141 CV, 202 km/h)
- turbo 16v (1995 cm³, 185 CV, 225 km/h)
- turbo 16v cat (1995 cm³, 177 CV, 222 km/h)
- turbo 16v cat LX (1995 cm³, 177 CV, 222 km/h)
- V6 (2849 cm³, 147 CV, 205 km/h)
- 8.32 (2927 cm³, 215 CV, 240 km/h)
- 8.32 cat (2927 cm³, 205 CV, 234 km/h)
- turbo ds (2499 cm³, 116 CV, 195 km/h)
- turbo ds ECO (2500 cm³, 105 CV, 190 km/h)

Terza serie (1992 - 1994)
- 16v (1995 cm³, 152 CV, 205 km/h)
- 16v LE (1995 cm³, 152 CV, 205 km/h)
- 16v LS (1995 cm³, 152 CV, 205 km/h)
- turbo 16v LE (1995 cm³, 201 CV, 230 km/h)
- turbo 16v LS (1995 cm³, 201 CV, 230 km/h)
- turbo 16v LX (1995 cm³, 201 CV, 230 km/h)
- 3.0 V6 LE (2959 cm³, 171 CV, 220 km/h)
- 3.0 V6 LS (2959 cm³, 171 CV, 220 km/h)
- 3.0 V6 LX (2959 cm³, 171 CV, 220 km/h)
- turbo ds (2500 cm³, 116 CV, 192 km/h)
- turbo ds LE (2500 cm³, 116 CV, 192 km/h)
- turbo ds LS (2500 cm³, 116 CV, 192 km/h)

Motori Lancia Thema S.W. 1ª serie: 1986-1988
- i.e. turbo (1995 cm³, 165 CV, 210 km/h)
- i.e. turbo cat (1995 cm³, 150 CV, 210 km/h)
- turbo ds (2445 cm³, 100 CV, 185 km/h)

Motori Lancia Thema S.W. 2ª serie: 1988-1992
- i.e. 16v (1995 cm³, 150 CV, 198 km/h)
- i.e. 16v cat (1995 cm³, 141 CV, 195 km/h)
- turbo 16v (1995 cm³, 181 CV, 214 km/h)
- turbo 16v cat (1995 cm³, 177 CV, 212 km/h)
- turbo ds (2499 cm³, 116 CV, 190 km/h)
- turbo ds ECO (2500 cm³, 115 CV, 190 km/h)

Motori Lancia Thema S.W. 3ª serie: 1992-1994
- 16v (1995 cm³, 152 CV, 198 km/h)
- 16v LE (1995 cm³, 152 CV, 198 km/h)
- 16v Fairway (1995 cm³, 152 CV, 198 km/h)
- 16v LS (1995 cm³, 152 CV, 198 km/h)
- turbo 16v LE (1995 cm³, 201 CV, 220 km/h)
- turbo 16v Fairway (1995 cm³, 201 CV, 220 km/h)
- turbo 16v LS (1995 cm³, 201 CV, 220 km/h)
- turbo 16v LX (1995 cm³, 201 CV, 220 km/h)
- 3.0 V6 LE (2959 cm³, 171 CV, 210 km/h)
- 3.0 V6 LS (2959 cm³, 171 CV, 210 km/h)
- 3.0 V6 LX (2959 cm³, 171 CV, 210 km/h)
- turbo ds (2500 cm³, 116 CV, 192 km/h)
- turbo ds LE (2500 cm³, 116 CV, 192 km/h)
- turbo ds Fairway (2500 cm³, 116 CV, 192 km/h)
- turbo ds LS (2500 cm³, 116 CV, 192 km/h)

## Pneumatici
Thema 1ª serie
- i.e. 175/70 HR14 su cerchi in lamiera d'acciaio con coppe copricerchi
- i.e. turbo e turbo cat 195/60 VR14 su cerchi in lega leggera, a richiesta 205/60 VR14
- 6V 185/70 VR14 su cerchi in lamiera d'acciaio con coppe copricerchi (a richiesta in lega leggera con pneumatici 205/60 VR14)
- 6V Limousine 195/60 VR15 su cerchi in lega leggera
- 8.32 205/55 VR15 su cerchi in lega leggera
- turbo ds 185/65 TR14 su cerchi in lamiera d'acciaio con coppe copricerchi

Thema 2ª serie
- i.e. 175/70 HR14 su cerchi in lamiera stampata con coppe copricerchi
- i.e. 16v 175/70 HR14 su cerchi in lamiera stampata con coppe copricerchi (a richiesta 195/60 VR15 su cerchi in lega leggera)
- turbo 16v 195/60 VR15 su cerchi in lega leggera
- turbo 16v LX 205/55 VR15 su cerchi in lega leggera
- V6 185/70 VR14 su cerchi in lamiera stampata con coppe copricerchi (a richiesta in lega leggera)
- 8.32 205/55 VR15 su cerchi in lega leggera
- turbo ds 185/70 HR14 su cerchi in lamiera stampata (a richiesta in lega leggera oppure 195/60 VR15 su cerchi in lega leggera)

Thema 3ª serie
- 16v 185/65 HR14 su cerchi in lamiera stampata con coppe copricerchi
- 16v LE 185/65 HR14 su cerchi in lamiera stampata con coppe copricerchi
- 16v LS 195/60 HR14 su cerchi in lega leggera
- turbo 16v LE 195/60 VR15 su cerchi in lega leggera
- turbo 16v LS 195/60 VR15 su cerchi in lega leggera
- turbo 16v LX 205/55 ZR15 su cerchi in lega leggera
- 3.0 V6 LE 195/60 VR15 su cerchi in lega leggera
- 3.0 V6 LS 195/60 VR15 su cerchi in lega leggera
- 3.0 V6 LX 205/55 ZR15 su cerchi in lega leggera
- turbo ds 185/70 HR14 su cerchi in lamiera stampata con coppe copricerchi
- turbo ds LE 185/70 HR14 su cerchi in lamiera stampata con coppe copricerchi
- turbo ds LS 195/60 VR15 su cerchi in lega leggera

## La ripresa del nome
Come già accaduto per altri modelli di varie case automobilistiche, il nome originale di Thema è stato ripreso a distanza di molto tempo: il 14 febbraio 2011 viene presentata ufficialmente, tramite rendering diffusi in rete e dati ufficiali, la nuova Lancia Thema, le cui vendite sono annunciate per l'ottobre dello stesso anno. La vettura che riprende il nome storico è il primo modello frutto dell'acquisizione di Chrysler Group da parte del Gruppo Fiat, infatti si tratta della versione europea della nuova Chrysler 300 dalla quale si differenzia per alcuni dettagli estetici e meccanici. Dal punto di vista tecnico l'auto vede un ritorno alla trazione posteriore per Lancia dopo decenni, i motori previsti al lancio sono tutti V6, il 3,0 litri diesel Multijet II della VM Motori da 190 e 239 CV e il 3,6 litri Pentastar a benzina da 286 CV.